# Ecnomus fusiformis
Ecnomus fusiformis är en nattsländeart som beskrevs av G. Marlier 1965. Ecnomus fusiformis ingår i släktet Ecnomus och familjen trattnattsländor. Inga underarter finns listade i Catalogue of Life.